# Stazione di Yodo
La stazione di Yodo (淀駅?, Yodo-eki) è una stazione ferroviaria delle Ferrovie Keihan situata nel quartiere di Fushimi-ku della città di Kyoto nella prefettura omonima, in Giappone. La stazione è servita dalla linea Keihan Nakanoshima ed è dotata di 4 binari passanti du viadotto. Nei pressi della stazione si trova l'Ippodromo di Kyoto.

## Linee e servizi

### Treni
Ferrovie Keihan
● Linea principale Keihan

## Struttura
La stazione è costituita un marciapiede laterale e uno a isola centrale con tre binari passanti in superficie.
| 1-2 | ● Linea principale Keihan | per Chūshojima, Sanjō e Demachiyanagi (ora di punta)                                   |
| 3   | ● Linea principale Keihan | per Hirakatashi, Moriguchishi, Kyōbashi, Yodoyabashi o Nakanoshima (linea Nakanoshima) |

## Stazioni adiacenti
| «                                 | Servizio                                          | »                       |
| Linea principale Keihan           | Linea principale Keihan                           | Linea principale Keihan |
| --------------------------------- | ------------------------------------------------- | ----------------------- |
| Yawatashi                         | Locale Subespresso Subespresso pendolari Espresso | Chūshojima              |
| Tutti gli altri treni non fermano |                                                   |                         |